# Zygmunt Gorgolewski

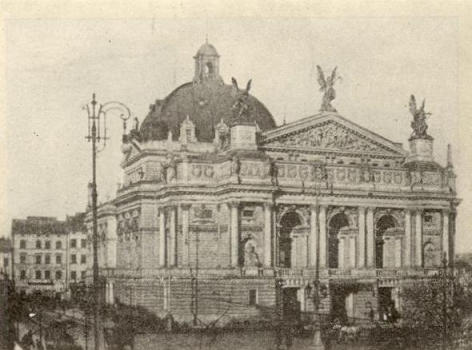
Nhà hát lớn ở Lviv

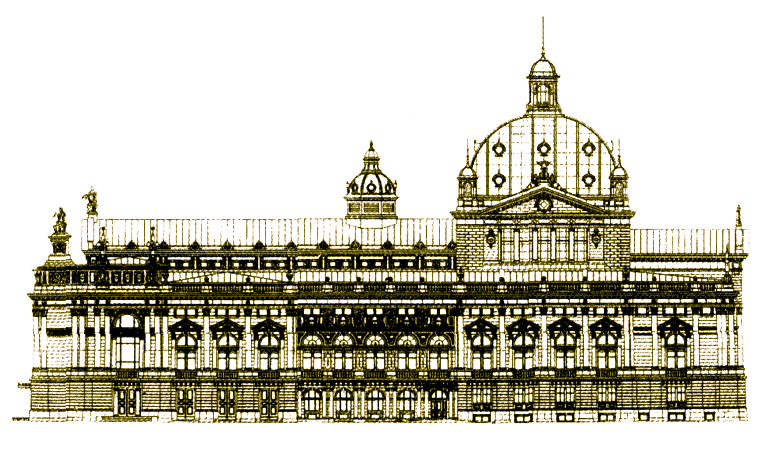
Mặt bên của dự án ban đầu

Zygmunt Gorgolewski ( sinh ngày 14 tháng 2 năm 1845 tại Solec – mất ngày 6 tháng 7 năm 1903 tại Lviv) là một kiến trúc sư người Ba Lan, nổi tiếng với việc xây dựng Nhà hát lớn ở Lviv.

## Cuộc đời và sự nghiệp
Gorgolewski sinh ra ở Solec (Schulitz), Đại công quốc Posen, Vương quốc Phổ. Từ năm 1866 đến năm 1871, ông học ở Berlin tại Học viện Xây dựng Hoàng gia. Trong quá trình học, Gorgolewski cũng giám sát việc xây dựng Ga Tàu Lehrte ở Berlin. Sau khi tốt nghiệp, trong sáu năm, ông đã làm trợ lý cho trường cũ của mình. Sau đó, ông trở thành cố vấn tại Bộ Công chính Phổ, kiến trúc sư chính thức của cung điện hoàng gia và thanh tra kiến trúc (Königlicher Regierungsbaumeister) ở Halle upon Saale. Gorgolewski là một trong những người ủng hộ đáng chú ý nhất của chủ nghĩa lịch sử trong kiến trúc ở Vương quốc Phổ và sau đó là Đế chế Đức. 

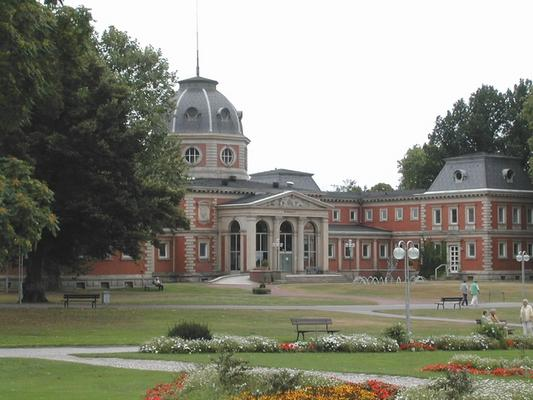
Bad Oeynhausen: Nhà tắm IV (nay là II), 1883-1885 bởi Zygmunt Gorgolewski

Trong số các dự án của ông có hai phiên bản của tòa nhà Reichstag trong tương lai, được ông đề xuất vào năm 1872 và sau đó vào năm 1882. Dự án của ông chỉ có 20 dự án được chọn bởi ủy ban trong số hơn 100 dự án. Tuy nhiên, cuối cùng ý tưởng của ông cho các dự án này đã bị từ chối. Đồng thời, Gorgolewski đã được trao giải thưởng xây dựng Cầu Kaiser Wilhelm. Các dự án khác, thành công hơn, bao gồm kế hoạch tân trang các cung điện hoàng gia ở Berlin và ở Kiel, mở rộng Bệnh viện Đại học ở Halle upon Saale và Bonn, Nhà tắm IV (1883-1885, nay được đánh số II) của spa Bad Oeynhausen ở Westphalia. Ngoài ra, ông còn đóng góp kế hoạch cho việc xây dựng mới Dự kiến của Giáo xứ và Nhà thờ Cao đẳng Tối cao Berlin, cũng như cải tạo Cung điện Bellevue và tạo ra các tòa án kiến trúc chính ở Opole (Oppeln) và Olsztyn (Allenstein), cũng như các nhà tù ở Świdnica (Schweidnitz) và Chorzów (Königshütte).
Tại khu vực Đại Ba Lan, Gorgolewski đã tiến hành xây dựng nhiều cung điện đáng chú ý ở cả trong và xung quanh Poznań. Các công trình kiến trúc của ông bao gồm:
- Tân trang nhà thờ ở Września
- Tân trang cung điện gia đình Działyński ở Gołuchów.
- Tân trang lại thư viện gia đình Działyński ở Kórnik .
- Xây dựng cung điện gia đình Twardowski ở Kobylniki.
- Sự mở rộng của cung điện Kwilecki ở Oporów.
- Lâu đài lãng mạn của gia đình Radziwiłł Bagatela gần Ostrów Wielkopolski.
- Xây dựng một tháp nhà thờ mới cũng như một nhà nguyện gia đình Czapski ở Smogulec.
- Xây dựng trụ sở của Hội những người bạn của Nghệ thuật và Khoa học Poznań (1874–79), cũng như những ngôi nhà ở phố Berlińska phía trước nó.

Ông cũng được bổ nhiệm làm kiến trúc sư chính của việc tân trang lại cung điện của Ferdynand Radziwiłł ở Ołyka, Volhynia. Trong thời gian ở đây, Gorgolewski lần đầu tiên đến thăm Vilnius, Kraków, Kiev và Lviv. Thành phố sau này đã trải qua một thời kỳ mở rộng nhanh chóng và vào năm 1875, Gorgolewski đã tham gia cuộc thi cho dự án Hội nghị quốc tế của Galicia và Lodomeria trong tương lai. Dự án của ông được tranh cãi nhiều nhất và được đánh giá cao, nhưng cuối cùng nó đã bị từ chối, chủ yếu là vì lý do tài chính.
Năm 1879, Gorgolewski kết hôn với Helena (nhũ danh là Hulewicz). Ông cũng là một thành viên tích cực của nhiều hội đồng kiến trúc trên khắp đất nước Ba Lan. Cùng với những người khác, ông là thành viên ban giám khảo trong cuộc thi cho dự án Nhà hát cổ Kraków (1889), ngân hàng ở Czerniowce và Nhà thờ Thánh Elizabeth ở Lviv. Năm 1893, ông chuyển đến Lviv, nơi ông được chọn làm kiến trúc sư chính của Nhà hát Lớn (1897–1900). Để tránh bị buộc tội lợi dụng vị trí vững chắc của mình trong xã hội, Gorgolewski đã bí mật chuẩn bị dự án chiến thắng của mình về nhà hát  và sau đó gửi nó dưới một cái tên giả từ Leipzig. Tòa nhà đáng chú ý khác về quyền tác giả của ông là Trường Công nghiệp ở cùng thành phố.
Gorgolewski qua đời ở Lviv và được chôn cất tại Nghĩa trang Lychakiv.

## Bộ sưu tập

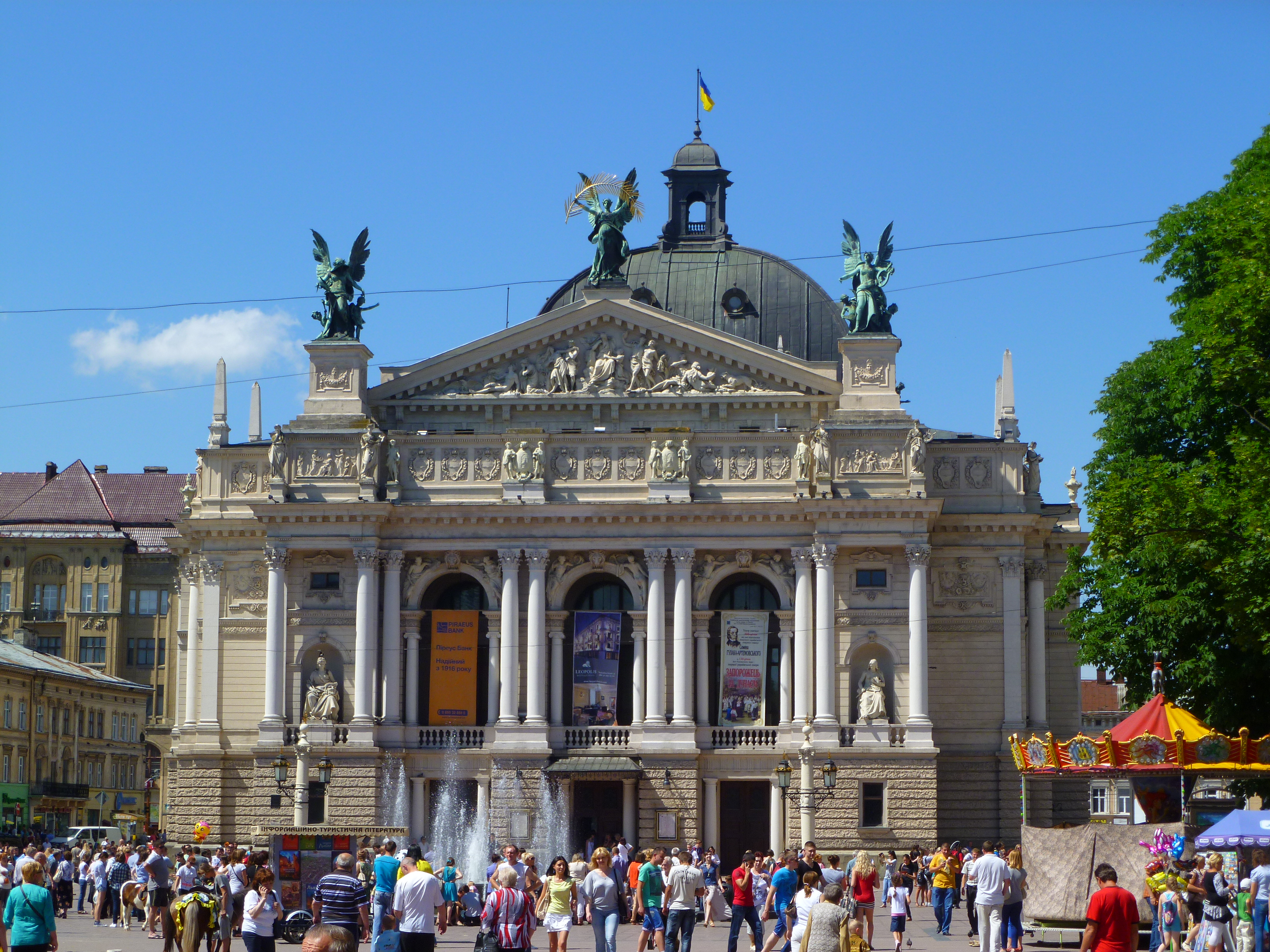
Nhà hát Opera và Ballet Lviv
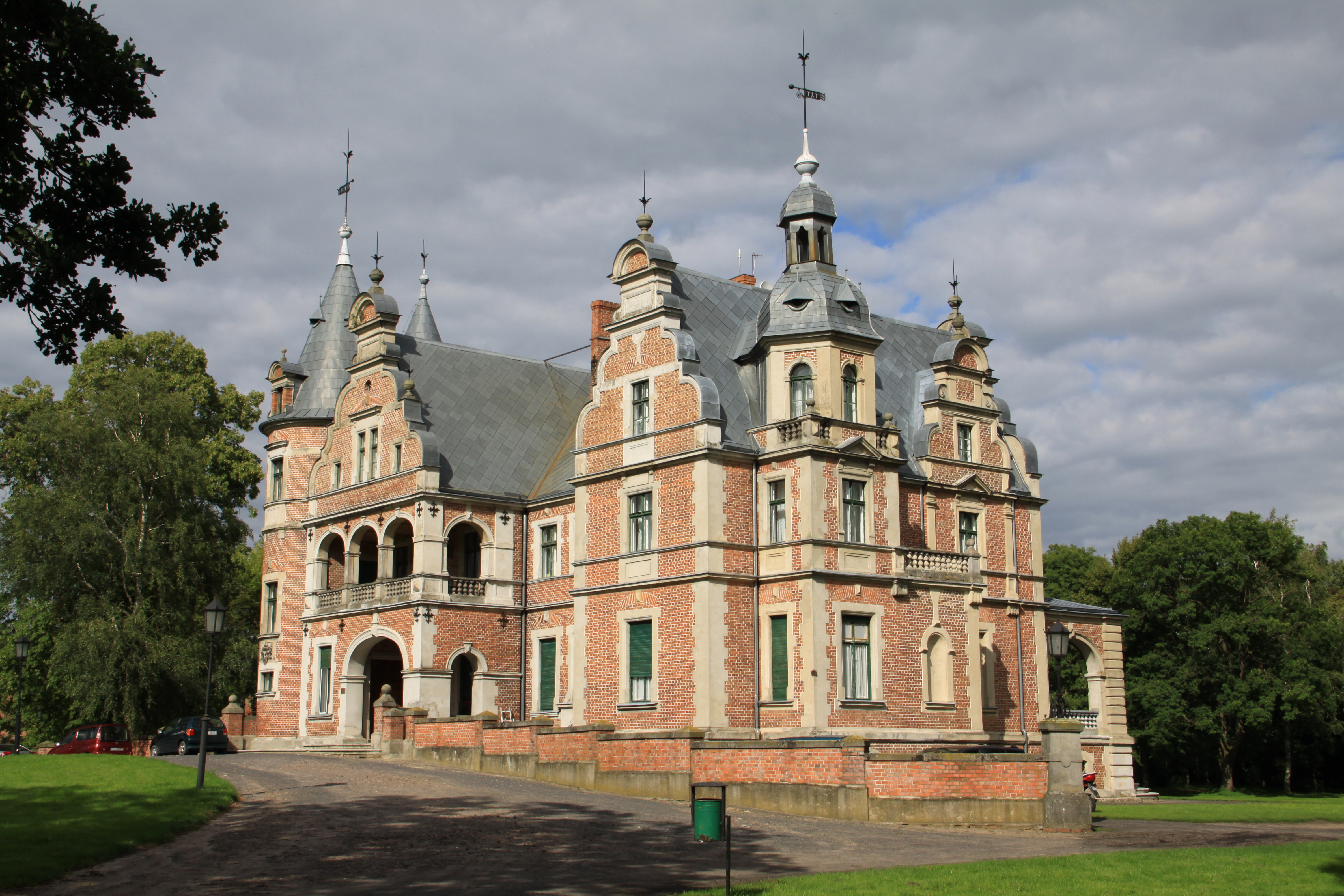
Cung điện Kobylniki
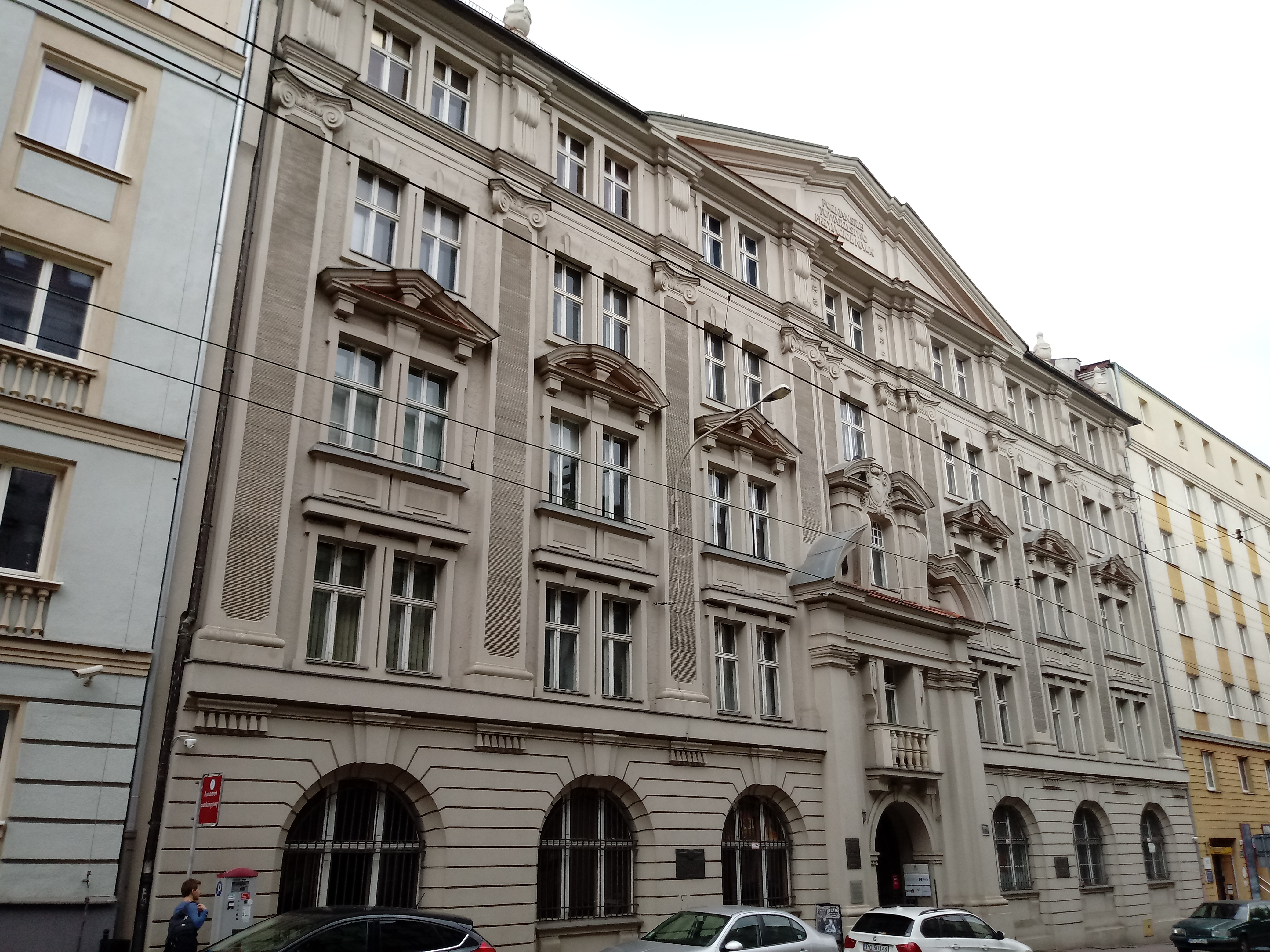
Trụ sở của Hiệp hội Bạn bè Khoa học và Nghệ thuật Poznań
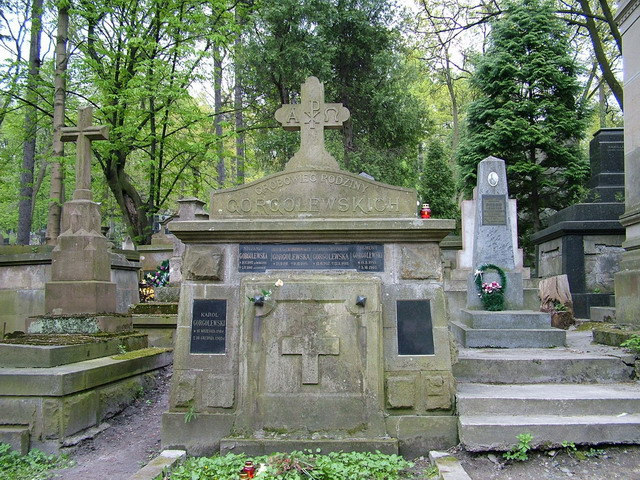
Lăng mộ của gia đình Gorgolewski ở Lviv